# 歌のおにいさん
『歌のおにいさん』（うたのおにいさん）は、2009年1月16日から3月13日まで毎週金曜日23:15 - 翌0:10に、テレビ朝日系の「金曜ナイトドラマ」枠で放送された日本のテレビドラマ。主演は嵐の大野智。

## 概要
大野智は2008年7月期の『魔王』（TBS系）に続き2作目の連続ドラマ主演で、金曜ナイトドラマ枠では、KinKi Kidsの堂本光一主演の『スシ王子!』以来となるジャニーズ事務所所属タレントによる主演作となった。GIRL NEXT DOORの千紗も、本作品が最初で最後の連続ドラマレギュラー出演（『ガリレオ』や『瞳』などにゲスト出演したことはある）、木村佳乃は2年4か月ぶりの連続ドラマレギュラー。また、本人役で特別出演した黒柳徹子は、2月13日放送分の『徹子の部屋』に大野が番宣で出演した際、直接オファーし出演が実現した。

## あらすじ
ボーカルを務めていたロックバンドが突然解散、恋人にフラれ、就職内定も取り消され何もかも失った男・矢野健太が、手違いからいきなり“歌のおにいさん”になり、人間として成長していくサクセスストーリー。

## キャスト

### 主要人物
矢野健太
演 - 大野智（幼少期：伊澤柾樹）
本作の主人公。結成していたバンドが突然解散、恋人関係だった明音にそのライブ会場で別れを告げられ、就職活動にも落ち続け、子供番組のスタッフのつもりでテレビ局に面接に行ったが、部屋を入り間違えてしまい局の子供番組「みんなでうたお!パピプペポン」（通称・みなうた）の出演者として採用されてしまう。最初は歌のおにいさんという立場に自信が持てず笑顔で歌うことが出来なかったが、様々な出来事や子供たちとの交流を経て、徐々に自覚を持つようになる。
水野明音
演 - 千紗（girl next door）
健太の元恋人で、キーボードを務めていた。クールな性格で、以前からプロの歌手になるという夢を持っていた。夢を持たない健太に愛想を尽かし、バンドの解散と別れを告げて関係を切る。実際にはプロデューサーの安斉からボーカルに抜擢されて、健太には内緒でメジャーデビューへの道を進むためであった。しかし、安斉と袂を分かってからは、健太をバンドに復帰させようとするも固辞されてしまうが、健太にジゼルの楽曲の一部を番組のために提供する。

### 番組「みんなでうたお!パピプペポン」
テレビ夕日の子供向け番組。2009年で放送30周年を迎える。
美月うらら
演 - 片瀬那奈
歌のおねえさんで、元高松塚歌劇団キトラ組のミュージカル女優。常にお姫様口調で喋り、ミュージカル女優時代の癖が抜けず、歌もオペラ調に歌う。プライドは高いが打たれ弱い面があり、特にみちると反りが合わない。
斉藤守
演 - 丸山隆平（関ジャニ∞）
健太と同期の新人。音楽大学の声楽家出身で、健太とは正反対の優等生タイプだが、極度のあがり症でもある。勉強熱心で何でもメモする癖があり、番組用衣装以外では常に水色のジャージを着ている。将来ミュージカルスターになるのが夢。
清水さやか
演 - 滝沢沙織
メイク担当のスタッフ。姉御肌な性格で、健太と守の保護者的存在。普段は表に出さないが、「みなうた」の番組に誇りを持って仕事をしている。
氷室洋一
演 - 戸次重幸（TEAM NACS）
元番組メインの歌のおにいさんで、本職はムード歌謡歌手を平行し歌手としてのブレイクをいまだに夢見ており、新曲が出る週の放送は自身の唄で締め、番組は知名度アップの手段としか見ていない。1975年8月生まれの33歳。自分が世界で一番格好いいと思い込んでいる極度のナルシストで、子供嫌い。製作現場で独裁的な態度を取っており、番組関係者には例外なく「王子」と呼ばせ、健太や守たち新人には陰湿な苛めをして、その度に楽しんでいる。テレビ夕日専務の鶴の一声で突然歌のおにいさんを降板させられるが、まだ番組に未練が残っており、いつか返り咲こうと目論んでいる。
住吉一博
演 - 前田健
番組のチーフディレクター。健太と守を新規採用した真鍋のやり方を理解できないでいる。
中村洋子
演 - 永池南津子
コネ入社のAD。何事にも詰めが甘く、加えていつもドジを踏んで事態を悪化させる為、周囲の足を引っ張ることが多い。
真鍋杏子
演 - 木村佳乃
番組のプロデューサー。言葉巧みに専務を丸め込み氷室を降板させるなど計算高い面もあるが、氷室の独裁下となっていた「みなうた」を、元の“子供番組”にしたいと思っており、健太に未知の可能性を見出し、「歌のおにいさん」に採用した。

### マカロンキッズ
みちる
演 - 高良光莉
子役出身（初仕事は生後3ヶ月）のアイドルであり番組のマスコット的存在である「マカロンキッズ」のメンバー。子供嫌いの氷室が降板したため番組に復帰した。ずっと子役として活動していたため、学校では孤立している。
あんず
演 - 荒川ちか
マカロンキッズのメンバー。子役デビューは7歳。先輩であり、ユニットのリーダーであるみちるを崇拝する。その一方、自分よりキャリアの浅い者には、目上の者でもニーナと共に傍若無人に振舞う。
ニーナ
演 - 宮武祭
マカロンキッズのメンバー。子役デビューは5歳。あんずと同じくみちるを崇拝する。

### ジゼルとその関係者
ハルキ
演 - SAI（SCAR）
ジゼルのメンバー兼リーダー。
ソースケ
演 - KYO（SCAR）
ジゼルのメンバー。
安斉遼二
演 - 吹越満
ジゼルの音楽プロデューサーで、真鍋の元上司。お金になることなら汚い事も嬉々として行い、策略にも長けた卑劣漢であり、ジゼルから健太を追い出すよう指示した張本人でもある。実際にはジゼルよりも明音を単独デビューさせることを狙っていただけに過ぎず、その独善的支持に激怒した健太に怒りの鉄拳制裁を受け、一時期「みんなでうたお!パピプペポン」の収録が危ぶまれる原因になってしまう（真鍋は健太の行為を咎める事はせず、「好きで歌のおにいさんやってるんだ！」という健太の本音に喜びを覚え、擁護した）。しかし、最終的には健太の音楽的才能に目を付け、同番組の音楽プロデューサーの座に就いた。
藤崎恵
演 - 能世あんな
安斉の秘書。仕事に忠実だが、次第に安斉のやり方に疑問を抱くようになる。

### 矢野家とその関係者
矢野さくら
演 - 須藤理彩
健太の姉。矢野家の家事全般を担っている。健太の行動や癖を熟知しており、健太にとっては頭の上がらない存在になっている。
矢野光雄
演 - 小野武彦
健太の父。だらしのない健太に対し厳格な態度を取っているが、内心では最も心配し、気にかけている。健太が「歌のおにいさん」になったときは最初は猛反対して健太と衝突していたが、生放送で急遽氷室に代わって「オモチャのチャチャチャ」を健太が生歌を披露したのを機に毎日欠かさず視聴するなど誰よりも健太の活躍を応援する立場に回った。最終回で病に倒れ入院。入院中も「みんなで歌お！パピプペポン」を欠かさず視聴していた。「みんなで歌お！パピプペポン」の最終回を終え、全てを失い自信を無くしていた健太に対し「未来を担う子供達の成長に一躍買うことは凄い事だ。良い仕事見つけたな。」と誉め称え、「仕方ないって絶対思うな。最後の最後まで踏ん張ってみろ。お前も、子供達から宝物を貰ったんじゃないのか？」と助言し、健太が立ち直るきっかけを与えた。
小山克己
演 - 金児憲史
健太の実家、矢野金属プレス工業の従業員。健太のよき理解者でもある。健太の姉であるさくらに想いを寄せているが、告白することができずにいる。

### ゲスト

#### 第1話
洋七
演 - 加藤清史郎（第7、最終話）
「みんなでうたお!パピプペポン」の収録に参加していた男の子。

#### 第3話
専務
演 - 鶴田忍
テレビ夕日専務。鶴の一声で氷室を番組から降板させた。
わたる
演 - 清水優哉
専務の孫。わがまま放題だったが、「みなうた」の収録中に起こった出来事がきっかけで改心し、健太にもう一度「歌のおにいさん」を志すきっかけを与え、逆に健太からの指導のもと収録に向けて特訓を受けた。

#### 第4話
大吾
演 - 岡山智樹
学校で孤立していたみちるが唯一心を開いていたクラスメイト。
みちるの友人
演 - 田中美麗

#### 第5話
黒柳徹子（最終話、特別出演）
本人役。
田島春彦
演 - 飯田基祐
光雄の取引相手の社長の子息で、さくらの見合い相手。マザコン。
田島の母
演 - 福井裕子
さくらの見合い相手である田島の母親。
小松原
演 - 吉田慎之介
名家の跡取りで、うららの見合い相手。

#### 第7話
櫻井翔（嵐）（友情出演）
『ヤッターマン』の役者として「みんなでうたお!パピプペポン」の“働くおにいさん”のコーナーにゲスト出演していた。本人役。
佐倉井大
演 - 田畑祐一
テレビ夕日の制作センタースタッフ。
スタッフ
演 - 上宮菜々子
テレビ夕日のスタッフで、真鍋の後輩。「みなうた」の打ち切り話や先輩である真鍋を「要らないと言われてるのと同じ」などと平然と語った。
洋七の姉
演 - 尾崎千瑛

## スタッフ
- 脚本 - 永田優子
- 音楽 - 辻陽
- 演出 - 長江俊和、髙橋伸之、梶山貴弘
- 主題歌 - 矢野健太starring Satoshi Ohno「曇りのち、快晴」（ジェイ・ストーム）
劇中ではソースケが作曲し、健太が歌詞を付けたという設定で使用されている。
- 音楽協力 - テレビ朝日ミュージック
- 企画 - 大川武宏
- 振り付け指導 - Q-TARO
- 撮影 - 栗栖直樹
- 照明 - 椙浦明規
- VTR - 小山恭司、乙黒貴司、木島洋
- 音声 - 小泉一真
- 美術 - 根古屋史彦
- 美術デザイン - 石井哲也
- 衣裳 - 丸山佳奈
- スタイリスト（木村佳乃） - 中井綾子
- スタイリスト（千紗） - 大池由香里
- メイク - 久野友子
- 音響効果 - 矢部公英、北澤亨
- 編集 - 深沢佳文
- タイトルバック - 本田貴雄
- スチール - 野田達也
- 演出補 - 洞功二
- 技術協力 - ジェニック、テイクシステムズ、ブル
- 照明協力 - ラ・ルーチェ
- 編集協力 - バスク、ワインド・アップ
- 音響効果 - ふなや
- 美術協力 - テレビ朝日クリエイト
- スタッフ協力 - イン・ナップ
- チーフプロデューサー - 桑田潔（テレビ朝日）
- プロデューサー - 川西琢（テレビ朝日）、壁谷悌之（泉放送制作）
- プロデューサー補 - 飯田さやか、池田邦晃
- 制作 - テレビ朝日、泉放送制作

## 放送日程
| 各話                                                            | 放送日        | サブタイトル                  | 演出     | 視聴率 |
| --------------------------------------------------------------- | ------------- | ----------------------------- | -------- | ------ |
| Act-1                                                           | 2009年1月16日 | 幸福を振りまく史上最悪の男!!  | 長江俊和 | 10.6%  |
| Act-2                                                           | 2009年1月23日 | 歌え健太!! 子供たちのために…  | 長江俊和 | 10.4%  |
| Act-3                                                           | 2009年2月06日 | 王子失脚!? 心に響くありがとう | 髙橋伸之 | 11.6%  |
| Act-4                                                           | 2009年2月13日 | 奇跡のチョコ!! 告白大作戦     | 梶山貴弘 | 10.2%  |
| Act-5                                                           | 2009年2月20日 | 熱愛発覚!? 誤解が結ぶ親子の絆 | 長江俊和 | 10.2%  |
| Act-6                                                           | 2009年2月27日 | 友情崩壊!? 番組存続のピンチ   | 髙橋伸之 | 10.6%  |
| Act-7                                                           | 2009年3月06日 | 最終章!! 再び全てを失う瞬間   | 長江俊和 | 11.8%  |
| Final Act                                                       | 2009年3月13日 | 希望の歌声!! 涙のラストライブ | 長江俊和 | 10.7%  |
| 平均視聴率 10.76%（視聴率はビデオリサーチ調べ、関東地区・世帯） |               |                               |          |        |

- 1月30日は『50時間テレビ』・『今夜だけ!タモリ倶楽部スペシャル』のため休止。

## 遅れネット局
- YBS山梨放送（日本テレビ系列）：2009年6月30日から月曜〜金曜 14:55 - 15:50
- TUTチューリップテレビ（TBS系列）：2009年5月6日から火曜〜金曜 15:50 - 16:43
- NKT日本海テレビ（日本テレビ系列）：2009年10月19日から月曜〜金曜 15:55 - 17:50（2話集中放送）
- KUTVテレビ高知（TBS系列）：2009年4月4日から毎週土曜（毎週金曜深夜） 0:03 - 0:58
- MRT宮崎放送（TBS系列）：2009年3月30日から毎週月曜 15:00 - 15:55

## 受賞歴
- 第60回ザテレビジョンドラマアカデミー賞[1]
  - ドラマソング賞部門（矢野健太starring Satoshi Ohno 「曇りのち、快晴」）
  - 助演女優賞部門（片瀬那奈）